# Opius uencensis
Opius uencensis är en stekelart som beskrevs av Fischer 1971. Opius uencensis ingår i släktet Opius och familjen bracksteklar. Inga underarter finns listade i Catalogue of Life.